# Rotatank
Rotatank – niezrealizowany projekt brytyjskiego czołgu latającego z okresu II wojny światowej.

## Historia
W okresie II wojny światowej w Wielkiej Brytanii w odpowiedzi na udane operacje powietrznodesantowe niemieckich Fallschirmjäger zaprojektowano szereg szybowców w tym General Aircraft Hamilcar zdolny do przenoszenia lekkich czołgów M22 Locust czy Tetrarch Mk VII. Już w 1942 zdawano sobie sprawę, z niewielkiej wartości bojowej czołgów lekkich na nowoczesnym polu boju i rozpoczęto poszukiwania innych sposobów dostarczenia większych czołgów mających stanowić wsparcie własnych sił powietrznodestanowych. Rozważano między innymi zaprojektowanie większych szybowców, które mogłyby zabierać na pokład 15-tonowe czołgi M5 Stuart, z czego jednak szybko zrezygnowano, ponieważ M5 był uzbrojony w taką samą 37-milimetrową armatę jak M22 i pomimo nieco grubszego opancerzenia nie był pojazdem o znacznie większej wartości bojowej.
W 1942 opracowano eksperymentalny wiroszybowiec o nazwie Hafner Rotabuggy, który powstał jako modyfikacja popularnego jeepa. W grudniu 1942 wynalazca Rotabuggy, Raoul Hafner zaproponował zbudowanie podobnego wiroszybowca w oparciu o czołg piechoty Valentine. Hafner opracował potężny wirnik o średnicy 152 stóp (46 m) i niewielki stabilizujący ogon, które miały być przymocowane do Valentine’a. Przed startem wirnik byłby rozpędzany silnikiem czołgu, a sam czołg byłby wyciągany w powietrze przez dwa samoloty – Douglasa DC-3 holującego Halifaksa, który holowałby z kolei czołg. Wyliczone, że całkowita masa wirnika i konstrukcji nośnej czołgu nie przekraczałaby 5000 funtów (ok. 2300 kg). Podstawową zaletą takiego wiroszybowca w porównaniu z innymi czołgami latającymi opracowanymi w tym okresie (Maeda Ku-6, Antonov A-40, Baynes Bat) byłaby znacznie niższa prędkość lądowania.
Projekt nie został nigdy zrealizowany.